# Парыс, Ян
Ян Станислав Парыс (пол. Jan Stanislaw Parys; род. 23 декабря 1950 года, Варшава) — польский политический деятель, социолог и публицист, бывший министр национальной обороны Польши. Доктор гуманитарных наук.

## Биография
Родился 23 декабря 1950 года.
В 1973 году окончил факультет социальных наук Варшавского университета, где изучал философию и социологию. Доктор гуманитарных наук в области социологии. Занимался проблемами стран третьего мира.
Соавтор книги-интервью с Юзефом Мария Бохеньским «Между логикой и верой», созданной на основе беседы во Фрибуре в 1986 году.
С 1989 по 1991 год работал в Центральном кабинете планирования (пол. Centralny Urząd Planowania), являлся директором офиса руководителя кабинета, а затем генеральным директором кабинета, отвечавшим за экономическую политику в области обороны.
В декабре 1991 года по рекомендации партии Соглашение центра назначен министром национальной обороны Польши в правительстве Яна Ольшевского, став, таким образом, первым гражданским лицом на этом посту.
Выступал за интеграцию Польши в структуры НАТО и скорейший вывод российских войск с территории Польши. Инициировал проверки руководящего состава Войска Польского. Вступил в конфликт с президентом страны Лехом Валенсой, стремившимся установить личный контроль над вооруженными силами.
Одним из первых кадровых решений Яна Парыса в качестве министра стало увольнение с военной службы в запас его предшественника — вице-адмирала Пётра Колодзейчика. Это решение было принято без согласования с президентом Лехом Валенсой, который планировал назначить бывшего министра на должность генерального инспектора Вооруженных Сил (должность не была создана).
6 апреля 1992 года Ян Парыс на встрече с офицерами Генерального штаба Войска Польского сделал заявление, в котором говорил о несогласованных с ним встречах политиков с офицерами Войска Польского и обещаниях им высоких командных должностей в обмен на поддержку армии политических действий, в чём он обвинил президента и министров Канцелярии Президента Мечислава Вачовского и Ежи Милевского. Назначенная Сеймом Польши для изучения вопросов, поднятых в заявлении Яна Парыса, комиссия под председательством Александра Бентковского пришла к выводу, что утверждения, сделанные министром были беспочвенными.
23 мая 1992 года Ян Парыс был освобожден от занимаемой должности.
В то же время начали формироваться так называемые «Комитеты по обороне Парыса», которые трансформировались в Движение за Третью республику (пол. Ruch Trzeciej Rzeczypospolitej, RTR) во главе с бывшим министром, ставшее затем политической партией.
На парламентских выборах в 1993 году неудачно баллотировался в парламент от партии Соглашение центра. В 1995 году руководимое Парысом Движение за Третью республику присоединилось к созданному под руководством Яна Ольшевского Движению польской реконструкции (ROP), но незадолго до парламентских выборов в 1997 году партия перешла в избирательный блок «Избирательная Акция Солидарность» (AWS). Ян Парыс безуспешно баллотировался в Сейм Польши по списку ROP, а в 1998 году был избран депутатом сеймика Мазовецкого воеводства от AWS.
В 1999-2003 годах был вице-президентом Фонда польско-немецкого примирения. Ушел с поста после проверки Фонда Верховной контрольной палатой  Польши, которая обвинила членов правления Фонда в получении завышенных квартальных премий. Парыс утверждал, что премии были выплачены от процентов по депозитам или из средств, предназначенных для администрирования сданными деньгами, их выплата не затрагивала выплат ветеранам. Дело закончилось обвинением политика в причинении фонду значительного материального ущерба в целях получения материальной выгоды. В 2008 году Варшавским районным судом был вынесен обвинительный приговор. Ян Парыс был приговорен к полутора годам лишения свободы с отсрочкой на три года и штрафу в 4 тысячи злотых, однако в 2009 году в апелляционном суде Ян Парыс был оправдан. Одновременно с уголовным процессом велось гражданское дело о возврате премии, которое завершилось в том же году решением о взыскании с Парыса суммы около 130 тысяч злотых.
После ухода из Фонда польско-немецкого примирения работал в качестве консультанта в городском предприятии такси в Варшаве.
После смерти полковника Рышарда Куклинского привез в Польшу его прах, вошёл в состав Гражданского комитета его памяти.
До декабря 2015 года был ректором Торуньской высшей школы в Торуни.
В 2015 -2018 годах являлся главой политического кабинета министра иностранных дел Польши Витольда Ващиковского и членом Польского института международных отношений.
С января по апрель  2018 работал преподавателем в Дипломатической Академии МИД Польши.